# Laierhöhle
Die Laierhöhle ist eine der tiefsten Schachthöhlen der Schwäbischen Alb. Sie liegt bei Weiler ob Helfenstein, einem Ortsteil von Geislingen an der Steige. Nur wenig östlich der Höhle befindet sich die Battenau, die größte Karstsenke der Alb, die direkt auf der europäischen Hauptwasserscheide liegt.
Die Laierhöhle wurde 1996 beim Bau einer Garage angeschnitten und seitdem von den Mitgliedern des Kahlensteiner Höhlenvereins Bad Überkingen erforscht. Die Höhle ist derzeit bis in eine Tiefe von 127 Meter erforscht. Die Höhle erstreckt sich auf mehreren Etagen und umfasst mehrere Hallen, so die „Wagrainhalle“ oder das „Amphitheater“, den mit 42 × 20 Meter größten Raum der Höhle. Die Laierhöhle ist phasenweise entstanden. Die älteste Phase, repräsentiert durch die oberste Etage könnte schon 14 Millionen Jahre alt sein. Damit wäre die Laierhöhle die älteste Höhle der Schwäbischen Alb.